# Fotopsia
Fotopsia  es un término que se utiliza en medicina para designar la sensación de visión de luces o destellos sin que hayan existido estímulos luminosos externos, por lo que pueden percibirse incluso con los ojos cerrados.

## Causas
La fotopsia puede estar provocado por diversas circunstancias. Algunas de las más frecuentes son:
- La fase de aura de la migraña.
- Trastornos oculares que afectan a la retina, como el desprendimiento de retina. Son usuales las fotopsias causada por una estimulación mecánica de la retina del ojo debida a la tracción que producen las adherencias del humor vítreo con el movimiento ocular,[2] (por lo que la fotopsia es indicador, junto con las miodesopsias, de un posible desprendimiento de retina) o el desprendimiento de vítreo posterior. En casos muy raros las fotopsias son consecuencia de un tumor maligno ocular denominado melanoma uveal, este tipo de tumor es excepcional, pues solo se presentan 7 casos por millón de habitantes al año.[3][4][5]
- Ciertas enfermedades neurológicas, entre ellas el infarto cerebral del lóbulo occipital.
- Ciertos medicamentos, como el voriconazol, pueden producir fotopsias temporales, que se revierten en forma espontánea o al suspender el tratamiento.[6]